# Ángel Cristo
Ángel Papadopoulos Dordid (Huelva, 17 de outubro de 1943 - Alcorcón, 4 de maio em 2010) foi um domador de animais e empresário espanhol.
É considerado o mais famoso domador da Espanha, atuando nas décadas de 1970 e 1980. Era casado com a atriz Bárbara Rey, com quem tinha dois filhos, Ángel (1981) e Sofía (1983).